# Vedskølle
Vedskølle ist eine dänische Ortschaft mit 266 Einwohnern (Stand 1. Januar 2023). Die Ortschaft liegt zum größten Teil in der Kirchspielsgemeinde Herfølge (Herfølge Sogn), das bis 1970 zur Harde Bjæverskov Herred im damaligen Præstø Amt gehörte. Mit der Auflösung der Hardenstruktur wurde das Kirchspiel in die Køge Kommune im damaligen Roskilde Amt aufgenommen, die Kommune wiederum ging mit der Kommunalreform zum 1. Januar 2007 in der erweiterten Køge Kommune in der Region Sjælland auf. 
Ein Teil der Ortschaft liegt seit der Kommunalreform auf dem Gebiet der Stevns Kommune im Valløby Sogn, so dass zurzeit (Stand: 1. Januar 2023) 3 Bewohner von Vedskølle in dieser Kommune wohnen. 
Vedskølle liegt etwa fünf Kilometer westlich von Strøby Egede und etwa sechs Kilometer südlich von Køge.